# Emil Scheller
Emil Scheller (* 18. Januar 1880 in Lenzburg; † 15. September 1942 in Solothurn; heimatberechtigt in Lenzburg) war ein Schweizer Maler und Zeichner.

## Leben und Werk

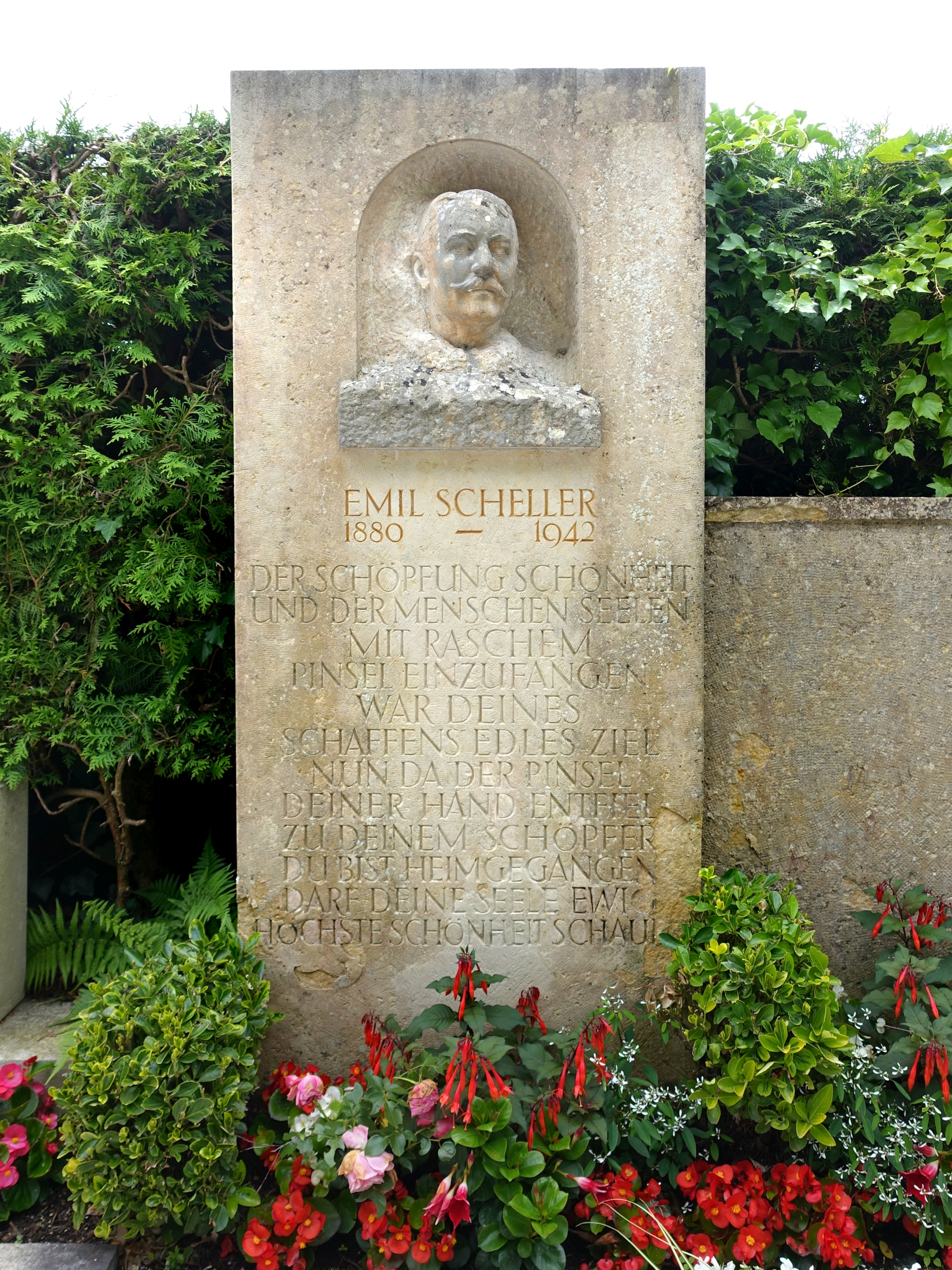
Emil Schellers Grab auf dem Friedhof Feldbrunnen-St. Niklaus

Emil Scheller war der Sohn eines Lenzburger Uhrmachers. Als er vier Jahre alt war, starb sein Vater, und seine Mutter zog mit ihren drei Kindern nach Einsiedeln. Nachdem Scheller eine Lithographen-Lehre absolviert hatte, besuchte er die Kunstgewerbeschule Zürich und erwarb das Aargauer Bezirkslehrerpatent als Zeichenlehrer.
Scheller war anschliessend an einer Würzburger Kunstanstalt als Entwerfer und Zeichner tätig. Mit seinem Verdienst konnte er sich von 1905 bis 1911 an der Akademie der Bildenden Künste München das Studium finanzieren. Seine Lehrer waren Gabriel von Hackl, Ludwig von Löfftz und Carl von Marr. Scheller fertigte Landschaftsgemälde, Stillleben sowie Altar- und Kirchenbilder an.
1914 kehrte Scheller in die Schweiz zurück; dazwischen besuchte er ein Semester lang die Académie Colarossi in Paris. Während des Ersten Weltkriegs leistete er Aktivdienst als Grenzsoldat und siedelte sich anschliessend mit seiner Frau Anna, geborene Sperisen (1892–1985), in Solothurn an.
Seine Werke waren in den 1930er- und 1940er-Jahren sehr gefragt. 1940 konnte Scheller 60 Werke im Kunstmuseum Solothurn ausstellen. Im Alter wandte sich Scheller vermehrt religiösen Motiven zu. So entstanden in den Kirche von Subingen und Birmenstorf Altar- und Wandbilder.
Seine letzte Ruhestätte fand er auf dem Friedhof Feldbrunnen-St. Niklaus.